# SEG 103
Die SEG 103 der Süddeutschen Eisenbahn-Gesellschaft war eine meterspurige vierachsige Mallet-Verbundlokomotive. Sie verkehrte von 1896 bis 1955 auf der Bahnstrecke Zell–Todtnau und bis 1959 auf den Strecken der Mittelbadischen Eisenbahn und wurde dann ausgemustert und verschrottet.

## Geschichte
Nachdem die aus der Anfangszeit der Bahnstrecke Zell–Todtnau stammenden SEG 73 und 74 dem gestiegenen Verkehr nicht mehr gewachsen waren, wurde 1896 die SEG 103 von der Elsässischen Maschinenbau-Gesellschaft Grafenstaden beschafft. Sie wurde vorrangig im Güterzugdienst eingesetzt.
Das Leistungsvermögen der Lok war durch das ungünstige Verhältnis Hochdruck-/Niederdruckzylinder nicht ideal, die Lokomotive zeichnete sich aber durch ihre Sparsamkeit aus. Neben Güterzügen beförderte die Lokomotive auch GmP-Züge.
Auch nach der Lieferung der SEG 105 und SEG 104 war die Lokomotive im Betrieb über viele Jahre unabkömmlich und konnte erst in den 1950er Jahren, nach dem Rückgang im Güterverkehr, ersetzt werden. Die Lok wurde 1955 innerhalb der Mittelbadischen Eisenbahn in das Betriebswerk Schwarzach umgesetzt. Dort beförderte die Lok auf dem MEG-Stammnetz einen anfallenden täglichen Personenzug und Güterzüge z. B. zum Flugplatz Söllingen. Nach dem Kauf einer Diesellok wurde die Lokomotive 1959 ausgemustert und 1960 verschrottet.

## Konstruktion
Die Lokomotive nach der Bauart Mallet bot für die Beförderung schwerer Züge auf kurvenreichen Strecken mit schwachem Oberbau die damals besten Voraussetzungen. Sie wurde als Einzelstück bei der Elsässischen Maschinenbau-Gesellschaft Grafenstaden gebaut und hatte eine gedrungene Bauform mit einem Achsstand von lediglich 4 m. Die vorderen beiden Achsen der Lok liefen im Drehgestell und wurden von den Niederdruckzylindern angetrieben, die hinteren beiden Achsen waren hingegen fest im Rahmen und durch die Hochdruckzylinder angetrieben. Die Nassdampflokomotive arbeitete nach dem Prinzip der Verbunddampflokomotive. Nachträglich wurde sie 1950 mit einer elektrischen Beleuchtung, einer neuen Dampfpfeife und einer modernen automatischen Ölung ausgerüstet.